# گیلبرت گوتفرید
گیلبرت گوتفرید (انگلیسی: Gilbert Gottfried؛ زاده ۲۸ فوریهٔ ۱۹۵۵ – ۱۲ آوریل ۲۰۲۲) هنرپیشه و استندآپ کمدین اهل ایالات متحده آمریکا بود.
از فیلم‌هایی که وی در آن نقش داشته است، می‌توان به علاالدین، علاءالدین و پادشاه دزد، یک میلیون راه برای مردن در غرب، کمدین، کودک دردسرساز و ببین دیگه کی داره حرف می‌زنه اشاره کرد.